# Gelber Bohrschwamm

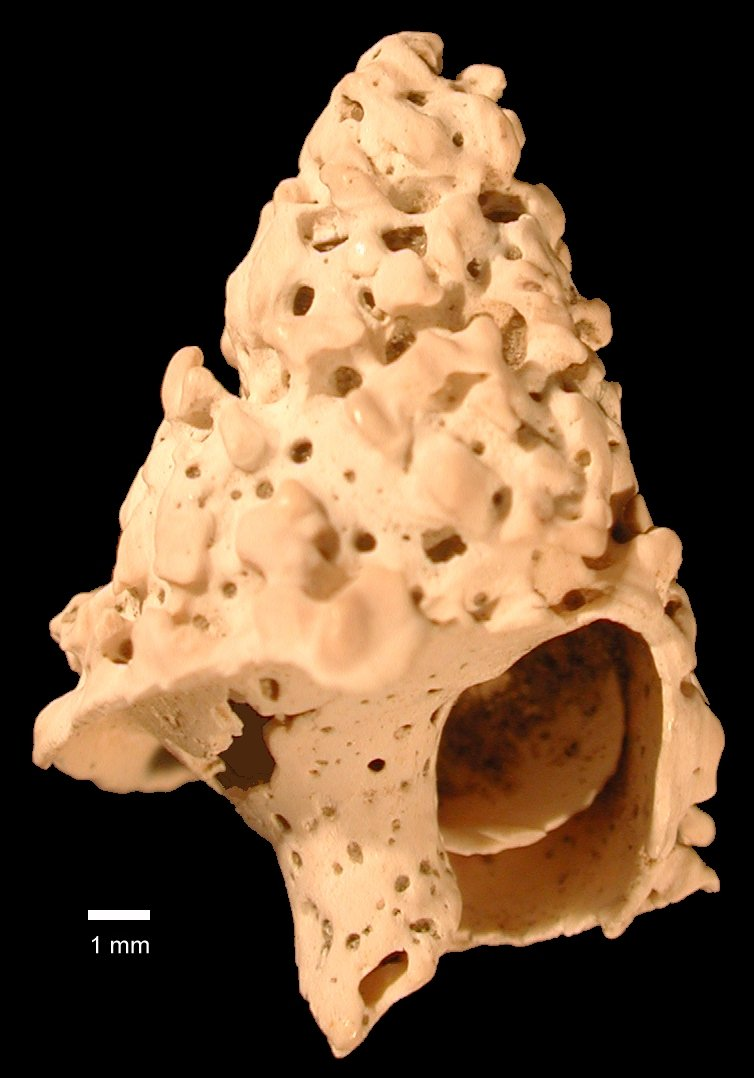
Bohrlöcher im Gehäuse der Netzreusenschnecke

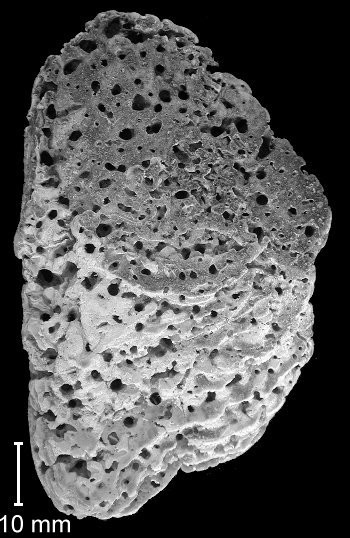
Bohrlöcher in der Schale der Europäischen Auster

Der Gelbe Bohrschwamm (Cliona celata), auch Zellenbohrschwamm oder oft einfach nur Bohrschwamm genannt, ist eine kosmopolitisch verbreitete Art der Schwämme, genauer der Hornkieselschwämme. Bei der ursprünglich als weltweit verbreitet angesehenen Art handelt es sich nach neueren Untersuchungen vielmehr um einen Artkomplex aus mehreren nahe verwandten Arten, deren Verbreitungsgebiete sich unterscheiden.

## Merkmale
Der Gelbe Bohrschwamm bohrt kreisrunde Löcher mit einem Durchmesser von bis zu 5 mm in Kalkstein oder die Schalen und Gehäuse größerer Muscheln und Schnecken. Der Schwamm selbst kommt in zwei verschiedenen Stadien vor. Zu Beginn sitzt er als unauffälliger gelber, goldgelber oder oranger Klumpen am Boden der Löcher. Mit stärkerem Wachstum nutzt er die Löcher für einen besseren Halt und wächst als bis zu 50 cm hoher Schwamm mit einem Durchmesser von bis zu 100 cm bevorzugt auf Muschel- und Austernbetten oder Kalkstein. In der Übergangsphase zwischen dem bohrenden Stadium und dem massiven Stadium als koloniebildender Schwamm kann er ein krustenartiges Aussehen annehmen. Neben der gelben bis graugelben Farbvariante gibt es manchmal auch rötlich gefärbte Tiere. An den europäischen Westküsten ist er der größte vorkommende Schwamm, während in der Nordsee nur die kleineren Bohrstadien vorkommen.
Die Kragengeißelkammern des Gelben Bohrschwamms sind relativ klein. Das Skelett besteht aus einer einzigen Art von Spicula, deren Tylostylen 140–360 µm lang sind.
Gelegentlich kann man am Strand Schalen und Gehäuse bewohnter Mollusken finden, die von einer Vielzahl der Löcher durchbohrt sind. Hier hat einmal im Inneren der leeren Mollusken ein Bohrschwamm gehaust und von innen her, aus einem Netz aneinandergereihter Kammern, die durch Poren miteinander verbunden sind, Öffnungen nach draußen gebohrt.
Eine ähnliche Art ist Cliona lobata.

## Verbreitung und Lebensraum
Der Gelbe Bohrschwamm ist kosmopolitisch verbreitet. An den europäischen Küsten lebt er von der westlichsten Ostsee (Fehmarnbelt) und dem Kattegat über die Nordsee und entlang der Küsten der Britischen Inseln und den Ärmelkanal bis in den Atlantischen Ozean. Hier kommt er entlang der Küsten bis ins Mittelmeer vor. Außerdem lebt er an den Küsten der Azoren, Kanaren und von Madeira. Außerhalb Europas und im Atlantischen Ozean lebt er an den Küsten von Nordwestafrika, der Kapverden, von Namibia, Südafrika und im Westatlantik, wo er von den südlichsten Küsten Kanadas im Norden bis nach Argentinien im Süden verbreitet ist und auch im Karibischen Meer vorkommt. Im Indischen Ozean ist die Art von Madagaskar, dem Persischen Golf, Indien und dem Golf von Bengalen bekannt. Im Pazifik lebt die Art an den Küsten von Australien, Neuseeland, Vietnam und Korea im Westpazifik und von Alaska bis Mexiko im Ostpazifik.
Neuere phylogenetische Untersuchungen zeigten, dass es sich bei der Art um einen Artkomplex handelt. Die Tiere der europäischen Atlantikküsten bildeten zwei verschiedene Kladen, von denen nur eine in der Nordsee vorkam. Im Mittelmeer wurden dagegen zwei andere Kladen nachgewiesen.
Der Gelbe Bohrschwamm lebt in Küstennähe im Sublitoral, in Tiefen zwischen 0 und 200 m. Dabei wird das Circalitoral, also der tiefere Bereich des Sublitorals, bevorzugt. Die Art lebt gerne auf Riffen und in Lagunen, aber auch generell auf exponiertem Gestein. Die euryöke Art gilt als wenig anspruchsvoll an ihren Lebensraum und die dort herrschenden Bedingungen.

## Lebensweise
Die Fortpflanzung kann asexuell oder sexuell erfolgen. Bei ungünstigen Bedingungen erfolgt sie asexuell über Knospung, es können aber auch Spermien in das Wasser abgegeben werden, die dann auf die Eier der Weibchen treffen können. Die Larven heften sich neben Kalkstein manchmal an Muscheln oder Schnecken fest, was auf lange Sicht mit dem Tod der Wirte enden kann. Hier erfolgt schließlich das Wachstum und die Koloniebildung. Der Gelbe Bohrschwamm ernährt sich durch die Filtration von Plankton.

## Taxonomie
Die Art wurde 1826 von Robert Edmond Grant unter dem Namen Cliona celata erstbeschrieben. Es existieren eine Vielzahl verschiedener Synonyme. Dazu zählen:
- Cliona alderi Hancock, 1849
- Cliona angulata Hancock, 1849
- Cliona clio (Nardo, 1839)
- Cliona coccinea (Nardo, 1839)
- Cliona globulifera Hancock, 1867
- Cliona gorgonioides Hancock, 1849
- Cliona griffithsii (Bowerbank, 1866)
- Cliona hystrix (Johnston, 1842)
- Cliona pasithea (Nardo, 1839)
- Cliona sulphurea (Desor, 1851)
- Cliona tenebrosus (Bowerbank, 1882)
- Cliona terebrans (Duvernoy, 1840)
- Cliona typica (Nardo, 1833)
- Halichondria celata (Grant, 1826)
- Halichondria hystrix Johnston, 1842
- Hymeniacidon celata (Grant, 1826)
- Hymeniacidon celatus (Grant, 1826)
- Hymeniacidon tenebrosus Bowerbank, 1882
- Pione typica (Nardo, 1833)
- Raphyrus griffithsii Bowerbank, 1866
- Rhaphyrus griffithsii Bowerbank, 1866
- Spongia peziza Bosc, 1802
- Spongia sulphurea Desor, 1851
- Spongia terebrans Duvernoy, 1840
- Suberites griffithsii (Bowerbank, 1866)
- Vioa celata (Grant, 1826)
- Vioa clio Nardo, 1839
- Vioa coccinea Nardo, 1839
- Vioa dujardini Nardo, 1844
- Vioa pasithea Nardo, 1839
- Vioa typica Nardo, 1833